# 旧伊勢屋質店
旧伊勢屋質店（きゅういせやしちてん）は、東京都文京区本郷、1869年（明治2年）創業の旧質屋店舗。2015年に学校法人跡見学園が取得し、保存活動を担うとともに、建物の内部を一般公開している。

## 概要
1869年（明治2年）、現在地の文京区本郷に伊勢屋質店を創業。1887年（明治20年）、現在の足立区鹿浜にあった土蔵を移築した。1890年（明治23年）、木造平屋建の屋敷棟を建築、1907年（明治40年）、木造2階建の店舗を建築した。関東大震災や東京大空襲でも被災を免れている。
明治時代には、近所に住んでいた樋口一葉が生活費を工面するために通ったことでも知られ、一葉が亡くなった際には店から香典が届けられた。

## 沿革
- 年代不詳 - 1858年-1911年（明治初期）、現在の足立区鹿浜に2階建の土蔵が建築された
- 1869年（明治2年） - 現在地の文京区本郷に伊勢屋質店を創業した
- 1887年（明治20年） - 足立区鹿浜にある土蔵を現在地に移築した
- 1890年（明治23年） - 土蔵に隣接して木造平屋建てを建築した
- 1907年（明治40年） - 土蔵の隣に木造2階建の質屋店舗を建築した[2]
- 1982年（昭和57年） - 質店を廃業[1]
- 2015年（平成27年） - 跡見学園女子大学が文京区からの補助も得た上で所有者から建物を購入し、一般公開[1]

## 文化財

### 区指定文化財（建造物の部）
旧伊勢屋質店見世
1907年（明治40年）建築：木造2階建、瓦葺、建築面積：63m2。
登録年月日：2003年（平成15年）1月31日、種別：産業3次、登録基準：造形の規範となっているもの。
旧伊勢屋質店座敷棟
1890年（明治23年）建築：木造平屋建、瓦葺、建築面積:25m2。
登録年月日：2003年（平成15年）1月31日、種別：住宅、登録基準：造形の規範となっているもの。
旧伊勢屋質店土蔵
1858年 - 1911年（明治初期）建築、1887年（明治20年）移築：土蔵造2階建、瓦葺、建築面積:22m2。
登録年月日：2003年（平成15年）1月31日、種別：産業3次、登録基準：国土の歴史的景観に寄与しているもの。
旧伊勢屋質店の一般公開
1982年の廃業以降、毎年樋口一葉の命日である11月23日に土蔵が公開されていた 。
建物所有者が跡見学園女子大学に移った2015年（平成27年）11月8日より、建物の内部を一般公開している。
- 公開日 - 土曜、日曜日（年末年始、大学行事日等を除く）
- 公開時間 - 午前10時30分-午後4時
- 見学費用 - 無料
- 駐車場 - 無し[6]

## 交通アクセス
- 鉄道
  - 都営地下鉄三田線 - 春日駅より徒歩5分、都営地下鉄大江戸線 - 春日駅より徒歩5分
  - 東京メトロ南北線 - 後楽園駅より徒歩7分、東京メトロ丸ノ内線 - 後楽園駅より徒歩7分

## ギャラリー
- 南側の外観（2015年11月撮影）
- 南側の外観（2015年11月撮影）
- 南西側の外観（2015年11月撮影）
- 南側の外観（2015年11月撮影）
- 南西側の外観（2015年11月撮影）